# ناثان وليامز (لاعب اتحاد الرغبي)
ناثان وليامز (بالإنجليزية: Nathan Williams)‏ هو لاعب اتحاد الرغبي بريطاني، ولد في 5 أكتوبر 1983 في هافرفوردويست ‏ في المملكة المتحدة.